# Henry John Heinz
Henry John Heinz (ur. 11 października 1844 w Pittsburghu, zm. 14 maja 1919 w Pittsburghu) – amerykański przedsiębiorca i wynalazca, twórca znanej marki sosu pomidorowego (ketchupu).
Heinz urodził się w rodzinie niemieckich emigrantów, pochodzących z miasta Kallstadt. Posiadał ośmioro rodzeństwa.
W roku 1869 utworzył razem z partnerem L. Clarence’em Noble’em przetwórnię spożywczą o nazwie Heinz Noble & Company, oferującą głównie chrzan w przejrzystych słoikach, jako sposób na prezentowanie czystości produktu (było to wyjątkowe w XIX w.). W 1875 przedsiębiorstwo ogłosiło upadłość. Rok później Heinz wspólnie z bratem i kuzynami stworzył nową przetwórnię warzyw o nazwie F. & J. Heinz Company. Firma wprowadziła w 1876 roku na amerykański rynek nowy sos pomidorowy pod nazwą „keczup”, smakowo dostosowany do gustów lokalnego konsumenta. W roku 1888 Heinz przejął udziały pozostałych współwłaścicieli, dokonał zmian w przedsiębiorstwie i przemianował je na H. J. Heinz Company.